# Steve Stone (musicista)
Steve Stone (Huntsville, 23 gennaio 1963) è un cantante, chitarrista, polistrumentista e compositore statunitense celebre soprattutto per la sua militanza negli Atlanta Rhythm Section.

## Biografia
Nato ad Huntville, in Alabama, inizia la sua attività già nella prima metà degli anni ottanta. Nel 1986 entra negli Atlanta Rhythm Section, e vi rimane fino al 1988. Dopo aver fatto parte per brevi periodi di altre band musicali, tra cui gli Spiraling, dal 1998 è tornato nella band di Atlanta. 
Nel 1990 ha inoltre inciso un album solista, Dreams Die Hard.  

## Discografia

### Atlanta Rhythm Section
- 1999 - Eufaula
- 2010 - Sleep with One Eye Open
- 2012 - With All Due Respect

### Solista
- 1990 - Dreams Die Hard

### Spiraling
- 1997 - The Hello CD